# 华跃进
华跃进，浙江大学教授，原子核农业科学研究所所长，中国核学会常务理事，中国教育部第六批“长江学者”特聘教授，获得国家发明专利10余项。

## 学术兼职
担任《Food Chem Toxicol和Front Microbiol》 编委、《核农学报》主编。